# ديالا بركات
ديالا بركات (مواليد 1980 في حمص) أخصائية آثار وسياسية سورية شغلت منصب وزيرة الثقافة في حكومة محمد غازي الجلالي من 23 أيلول 2024 إلى 10 كانون الأول 2024 بعد يومين من سقوط نظام الأسد.
قبل ذلك شغلت منصب وزير دولة لشؤون مشاريع تنمية المنطقة الجنوبية في حكومة حسين عرنوس الثانية من 10 آب 2021 إلى 23 أيلول 2024.
تحمل دكتوراه في المنحوتات الحجرية الرومانية من جامعة روما الثالثة بإيطاليا ودبلوماً في الآثار الكلاسيكية جامعة دمشق وإجازة في الآثار- جامعة دمشق. عينت وزيرة الدولة لشؤون تنمية المنطقة الجنوبية في 10 آب 2021. تجيد اللغات الإيطالية والفرنسية والإنكليزية، واتبعت العديد من الدورات التدريبية.
عملت معاونة رئيس دائرة آثار حمص ورئيسة شعبة التنقيب في دائرة آثار حمص ومدرسة في كلية السياحة بجامعة البعث. شاركت في العمل الأثري كالتنقيب والتوثيق مع عدة بعثات أجنبية ووطنية منذ عام 2001 وفي توثيق أضرار متحف تدمر ضمن فريق المديرية العامة للآثار والمتاحف عام 2016.